# Weiblich, Ledig, 40
Weiblich, Ledig, 40 ist das 3. Solo-Studioalbum von Ina Müller. Es erschien 2006 bei 105 Music GmbH (Sony Music). Der Album-Titel spielt auf den Psychothriller Weiblich, ledig, jung sucht … von 1992 an.

## Inhalt
Fast alle Lieder wurden von Frank Ramond, Hardy Kayser und Ina Müller komponiert und getextet. Dem Titel des Albums gemäß geht es um Themen von Frauen in Müllers Alter. Das reicht von bereuten Tattoos (Bye Bye Arschgeweih) über Trennungsprobleme (So was passiert mir heut' nicht mehr) bis zu der Erkenntnis, dass man auch Wegen einer Älteren verlassen werden kann. Bei manchen Titeln ergibt erst der Text eine erklärende Fortsetzung: Lieber Orangenhaut – „als gar kein Profil“, Hoffentlich ist der Sommer bald vorbei – dann müssen Flip Flops nicht mehr ertragen werden, Wenn Thomas kocht – „dann koch' ich auch, und zwar innerlich“. Bei Auf halber Strecke lässt sich die Erkenntnis nur plattdeutsch gefärbt ausdrücken: „nicht jung, nicht alt: irgendwie so'n büschen dazwischen“.

## Titelliste
1. Bye Bye Arschgeweih – 3:11
2. So was passiert mir heut' nicht mehr – 3:04
3. Wegen einer Älteren – 3:06
4. 1000 Lichter – 3:33
5. Lieber Orangenhaut – 3:29
6. Allein durch Hamburg – 4:31
7. Auf halber Strecke – 3:12
8. Hoffentlich ist der Sommer bald vorbei – 3:19
9. Ich ziehe aus – 3:44
10. Hätt ich'n Hund – 3:09
11. Dumm kickt gut – 3:23
12. Kap der Guten Hoffnung – 3:22

Hidden Track: Wenn Thomas kocht – 3:07

## Produktion
Frank Ramond und Hardy Kayser produzierten das Album, die Produktions-Koordination übernahm Michael Bötticher. Tonmischung und Mastering sind von Jeo im Jeopark. Das Coverfoto stammt von Mathias Bothor, die Polaroidfotos im Booklet sind von Sven Grot.

## Trivia
- Der Hidden Track Wenn Thomas kocht (dann koch ich auch – und zwar innerlich) folgt nach einer Pause von 1:23 auf Titel Nummer 9. Das Cover verzeichnet die Gesamtlaufzeit korrekt mit 7:52

## Auszeichnungen
Das Album erhielt drei Goldene Schallplatten vom Bundesverband Musikindustrie.